# Pentalobus savagei
Pentalobus savagei là một loài bọ cánh cứng trong họ Passalidae. Loài này được Hope in Percheron miêu tả khoa học năm 1844.